# Тур де Франс 2025
Тур де Франс 2025 року  112-а велогонка шосейного гранд-туру Тур де Франс. Стартували перегони в Ліллі 5 липня та завершився на Єлисейських Полях у Парижі 27 липня. 
Перемогу в гонці здобув Тадей Погачар, що стало його четвертою перемогою в цій гонці. Друге місце посів Йонас Вінгегор. Останню сходинку на п'єдесталі зайняв Флоріан Ліповіц з команди. Ліповіц став першим німцем, який вийшов на подіум Туру з часів Андреаса Кльодена у 2006 році .
Зелену майку кращого спринтера отримав Джонатан Мілан. Він виграв два спринтерські етапи, а також стабільно отримував призові місця у проміжних спринтах. Окрім третього місця в загальній кваліфікації Ліповіц також отримав білу майку як найкращий молодий гонщик віком до 26 років, тоді як горохову майку отримав Погачар, який також переміг у загальному заліку. У командному заліку перемогу здобула команда Visma–Lease a Bike. Найбойовішим гонщиком перегонів став Бен Гілі, який виграв гірський етап протягом першого тижня та носив жовту майку два дні, перш ніж посів дев'яте місце в загальному заліку.

## Лідерство в класифікації
| Етап            | Переможець          | Генеральна кваліфікація · | Спринтерська кваліфікація [[Файл:\|25px\|link=]] | Гірська кваліфікація · | Кращий молодий гонщик · |
| --------------- | ------------------- | ------------------------- | ------------------------------------------------ | ---------------------- | ----------------------- |
| 1               | Джаспер Філіпсен    | Джаспер Філіпсен          | Джаспер Філіпсен                                 | Бенджамін Томас        | Бініам Гірмай           |
| 2               | Матьє ван дер Пул   | Матьє ван дер Пул         | Джаспер Філіпсен                                 | Тадей Погачар          | Кевін Воклен            |
| 3               | Тім Мерльєрр        | Матьє ван дер Пул         | Джонатан Мілан                                   | Тім Велленс            | Кевін Воклен            |
| 4               | Тадей Погачар       | Матьє ван дер Пул         | Джонатан Мілан                                   | Тадей Погачар          | Кевін Воклен            |
| 5               | Ремко Евенепул      | Тадей Погачар             | Тадей Погачар                                    | Тадей Погачар          | Ремко Евенепул          |
| 6               | Бен Гілі            | Матьє ван дер Пул         | Джонатан Мілан                                   | Тім Велленс            | Ремко Евенепул          |
| 7               | Тадей Погачар       | Тадей Погачар             | Тадей Погачар                                    | Тім Велленс            | Ремко Евенепул          |
| 8               | Джонатан Мілан      | Тадей Погачар             | Джонатан Мілан                                   | Тім Велленс            | Ремко Евенепул          |
| 9               | Тім Мерльєр         | Тадей Погачар             | Джонатан Мілан                                   | Тім Велленс            | Ремко Евенепул          |
| 10              | Cаймон Єйтс         | Бен Гілі                  | Джонатан Мілан                                   | Ленні Мартінес         | Бен Гілі                |
| 11              | Йонас Абрахамсен    | Бен Гілі                  | Джонатан Мілан                                   | Ленні Мартінес         | Бен Гілі                |
| 12              | Тадей Погачар       | Тадей Погачар             | Джонатан Мілан                                   | Тадей Погачар          | Ремко Евенепул          |
| 13              | Тадей Погачар       | Тадей Погачар             | Джонатан Мілан                                   | Тадей Погачар          | Ремко Евенепул          |
| 14              | Тімен Аренсман      | Тадей Погачар             | Джонатан Мілан                                   | Ленні Мартінес         | Флоріан Ліповіц         |
| 15              | Тім Велленс         | Тадей Погачар             | Джонатан Мілан                                   | Ленні Мартінес         | Флоріан Ліповіц         |
| 16              | Валентин Паре-Пентр | Тадей Погачар             | Джонатан Мілан                                   | Тадей Погачар          | Флоріан Ліповіц         |
| 17              | Джонатан Мілан      | Тадей Погачар             | Джонатан Мілан                                   |                        | Флоріан Ліповіц         |
| 18              | Бен О'Коннор        | Тадей Погачар             | Джонатан Мілан                                   |                        | Флоріан Ліповіц         |
| 19              | Тімен Аренсман      | Тадей Погачар             | Джонатан Мілан                                   |                        | Флоріан Ліповіц         |
| 20              | Каден Гроуз         | Тадей Погачар             | Джонатан Мілан                                   |                        | Флоріан Ліповіц         |
| 21              | Ваут ван Арт        | Тадей Погачар             | Джонатан Мілан                                   |                        | Флоріан Ліповіц         |
| Загальний залік | Загальний залік     | Тадей Погачар             | Джонатан Мілан                                   | Тадей Погачар          | Флоріан Ліповіц         |

1. ↑  Farrand, Stephen (12 червня 2025). Tour de France 2025 route. cyclingnews.com (англ.). Процитовано 12 червня 2025.
2. ↑  Official classifications of Tour de France 2025. Tour de France. Процитовано 27 липня 2025.